# 170 (число)
170 (сто семьдесят) — натуральное число, расположенное между числами 169 и 171. Оно не является простым числом, а относительно последовательности простых чисел расположено между 167 и 173.

## В математике
- 170 — является чётным трёхзначным числом.
- Сумма цифр числа 170 — 8
- Произведение цифр этого числа — 0
- Квадрат числа 170 — 28 900
- Является недостаточным числом
- Является составным числом
- Является злым числом

## В спорте
- Дартс: расстояние от центра мишени до внешней стороны проволоки кольца «даблов» 170,0 мм.

## В других областях
- 170 год.
- 170 год до н. э.
- NGC 170 — галактика в созвездии Кит.
- Наибольшее натуральное число, факториал которого вычисляет встроенный калькулятор Google.
- 170-й день года — 19 июня (в високосный год — 18 июня).
- 170 — короткометражный американский фильм 2022 года Самуэля Парка.
- 170-я группа — подразделение Национальной гвардии ВВС Небраски.
- 170 кг — музыкальный альбом группы Восточный Округ 2010 года.
- Самое крупное куриное яйцо: 170 граммов.